# Thorgny Ossian Bolivar Napoleon Krok
Thorgny Ossian Bolivar Napoleon Krok (Uddevalla, 1834-Estocolmo, 1921) fue un bibliógrafo, botánico, y pteridólogo sueco.

## Biografía
Su padre era el abogado Johan Peter Krok y su madre Elizabeth Carolina.
Fue coautor con Sigfrid Oscar Immanuel Almquist y Erik G. Almquist, de la Svensk flora, con numerosas ediciones de 1958, 1985, 1991, 1997, 2007 (de 586 pp.)
Krok donó en 1910 en parte su gran herbario, y su valiosa biblioteca botánica a la Academia de Ciencias. Donó en 1916 a la Academia de Ciencias 30 000 coronas, de las cuales se pagan con los intereses subsidios de viaje. Su precioso herbario fue donado al Departamento de botánica del Museo Nacional.

## Algunas publicaciones

### Libros
- 1864. Anteckningar till en monografi öfver växtfamiljen valerianeae: Valerianella, Hall. (Notas para una monografía sobre la familia de plantas Valerianeae: Valerianella, Hall.) Ed. Norstedt. 105 pp.
- 1879. Svensk botanisk literatur (literatura botánica sueca). 210 pp.
- 1885. Svensk flora för skolor (Flora sueca para las escuelas). 226 pp.
- johan Lindwall, thorgny o.b.n. Krok. 1890. Om några enskildes herbarier i norden 1772: Meddelande till Banco-Commissarien B. Bergius, &c (Especímenes de los herbarios del Norte 1772: Mensaje a la Comisaría-Bergius Banco B., & c).
- 1925. Bibliotheca botanica Suecana ab antiquissimis temporibus ad finem anni 1918: Svensk bota-Litteratur. Ed. Almqvist & Stockholm. 799 pp.
- sigfrid oscar immanuel Almquist, erik g. Almquist. 1930. Fanerogamer och ormbunkväxter (Espermatófitas y Pteridófitas). 20.ª edición de Bonniers. Volumen 1 de Svensk flora för Skolor. 302 pp.

## Honores

### Epónimos
- (Myrtaceae) Krokia Urb.</small[1]

- La abreviatura «Krok» se emplea para indicar a Thorgny Ossian Bolivar Napoleon Krok como autoridad en la descripción y clasificación científica de los vegetales.[2]